# Vito Piccinonna
Vito Piccinonna (* 1. června 1977 Bitonto) je italský římskokatolický duchovní a biskup Rieti.

## Život
Narodil se 1. června 1977 v Bitontu.
Středoškolské vzdělání získal na institutu v Terlizzi a následně nastoupil do Papežského regionálního semináře Pia XI. v Molfettě, kde na institutu Regina Apuliae obdržel bakalářský titul z teologie. Dne 14. září 2001 byl vysvěcen na jáhna a 3. září 2002 na kněze. Obě svěcení provedl arcibiskup Francesco Cacucci. Po vysvěcení působil jako vikář v Modugnu. Od roku 2005 započal své působení jako spirituál v arcibiskupském semináři v Bari. Zastával další pastorační služby, mimo jiné službu biskupského vikáře.
Dne 18. listopadu 2022 jej papež František jmenoval biskupem Rieti. Biskupské svěcení přijal 21. ledna 2023 z rukou arcibiskupa Giuseppa Satriano a spolusvětiteli byli biskup Domenico Pompili a arcibiskup Domenico Battaglia.